# Ko Shamo
Das Ko Shamo (jap. 小軍鶏) ist eine in Japan erzüchtete Rasse von Kampfhühnern, die seit 1951 vom Nippon Kogata Shamo Hozonkai betreut wird. Zunächst hieß es in Deutschland „Ko Gunkei“ – dieser Name hat in Japan nie existiert.
Die Ko Shamo sind eine kleine japanische Kampfhuhnrasse, sie sind eine eigenständige Rasse und keine Verzwergung einer anderen japanischen Kämpferrasse wie etwa des Shamo.
Das wichtigste beim Ko Shamo ist der Typ. Er besteht aus einer stark aufgerichteten Körperhaltung, sehr knappem und fest anliegendem Gefieder, einer ausgeprägten Schulterung und einem kräftigen Kopf.
Bei dem Körper des Ko Shamo spricht man von der „Drittelung“ des Körpers. Ein Drittel soll Kopf und Hals, ein Drittel Rumpf und ein Drittel Schenkel und Läufe sein. Das Huhn wirkt edler, je länger der Hals ist. Durch das perlfarbene Auge, die Augenbraue und den Walnusskamm hat der Kopf des Ko Shamo eine ganz besondere Ausstrahlung. Die kantig wirkenden Schultern sollen der breiteste Teil des Körpers sein. Sehr ungewohnt für den Züchter anderer Hühner/Zwerghühner ist die Flügellücke, bzw. der sogenannte „offene Flügel“. Durch die bei den Ko Shamo rassebedingte sehr knappe Befiederung ist die Axialfeder sehr klein, dadurch wirkt es wie eine Flügellücke. Das Brustbein (beim Hahn) ist federlos und durch einen sehr kräftig rot gefärbten Hautstreifen sehr auffällig, auch eine Auswirkung der knappen Befiederung. Der Schwanz sollte kurz befiedert sein, die äußeren Steuerfedern sind nach oben gebogen und ergeben den sogenannten „Garnelenschwanz“.
Die Henne ist in der Haltung nicht ganz so aufgerichtet. Für sie stehen die gleichen Anforderungen an die Rassemerkmale, wie für einen typvollen Hahn, ausgenommen geschlechtsbedingte Merkmale.
In Deutschland werden die Ko Shamo in vielen Farbenschlägen gezüchtet, es gibt sie in Goldweizenfarbe, Silberweizenfarbe, Weiß, Schwarz, Gelb mit schwarzem Schwanz, gesperbert,  blau bzw. blaugoldweizenfarbig, rotgesattelt, schwarz/rot oder weiß mit schwarzem Schwanz.

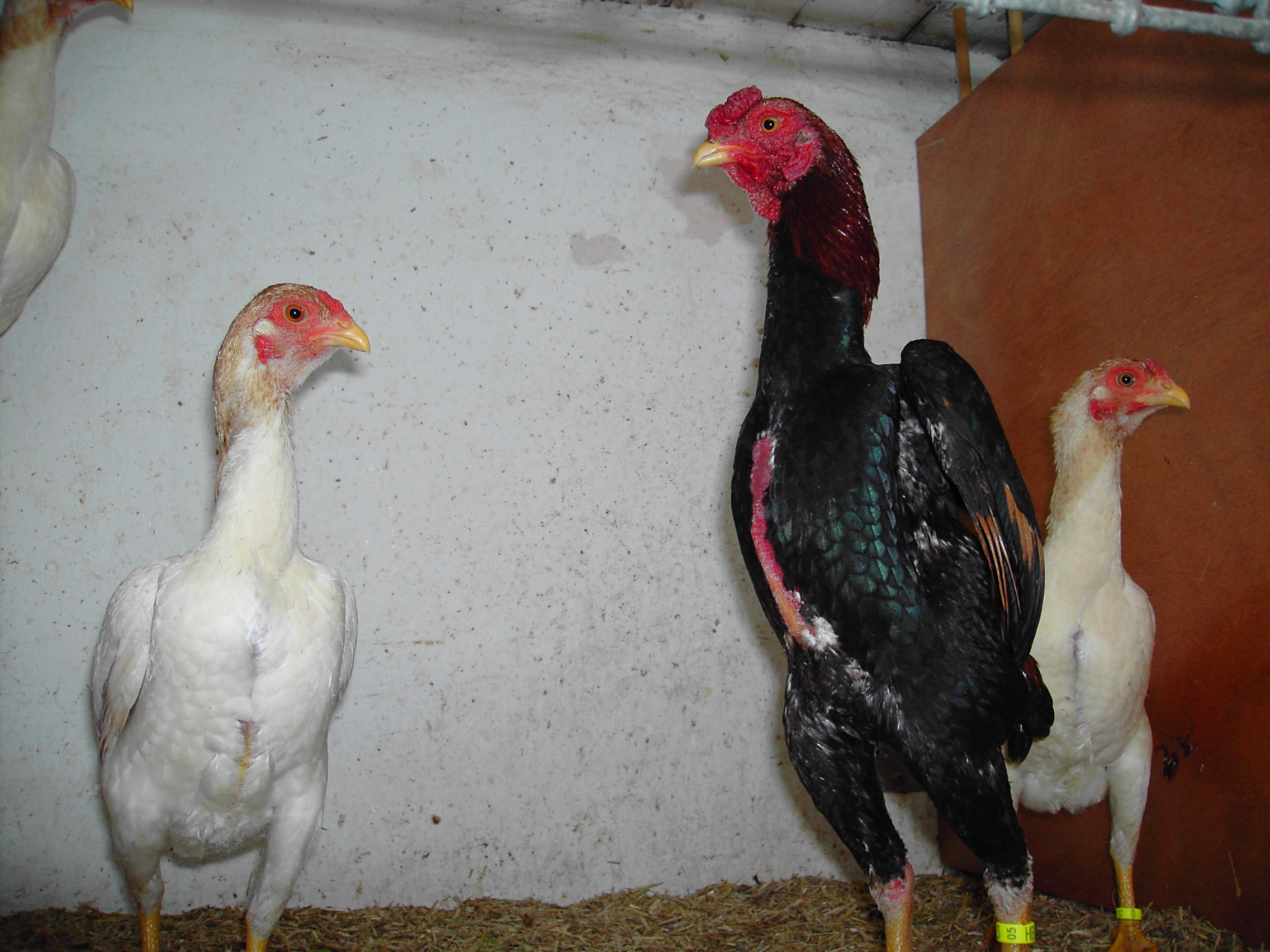
Ko-Shamo-Zuchtstamm
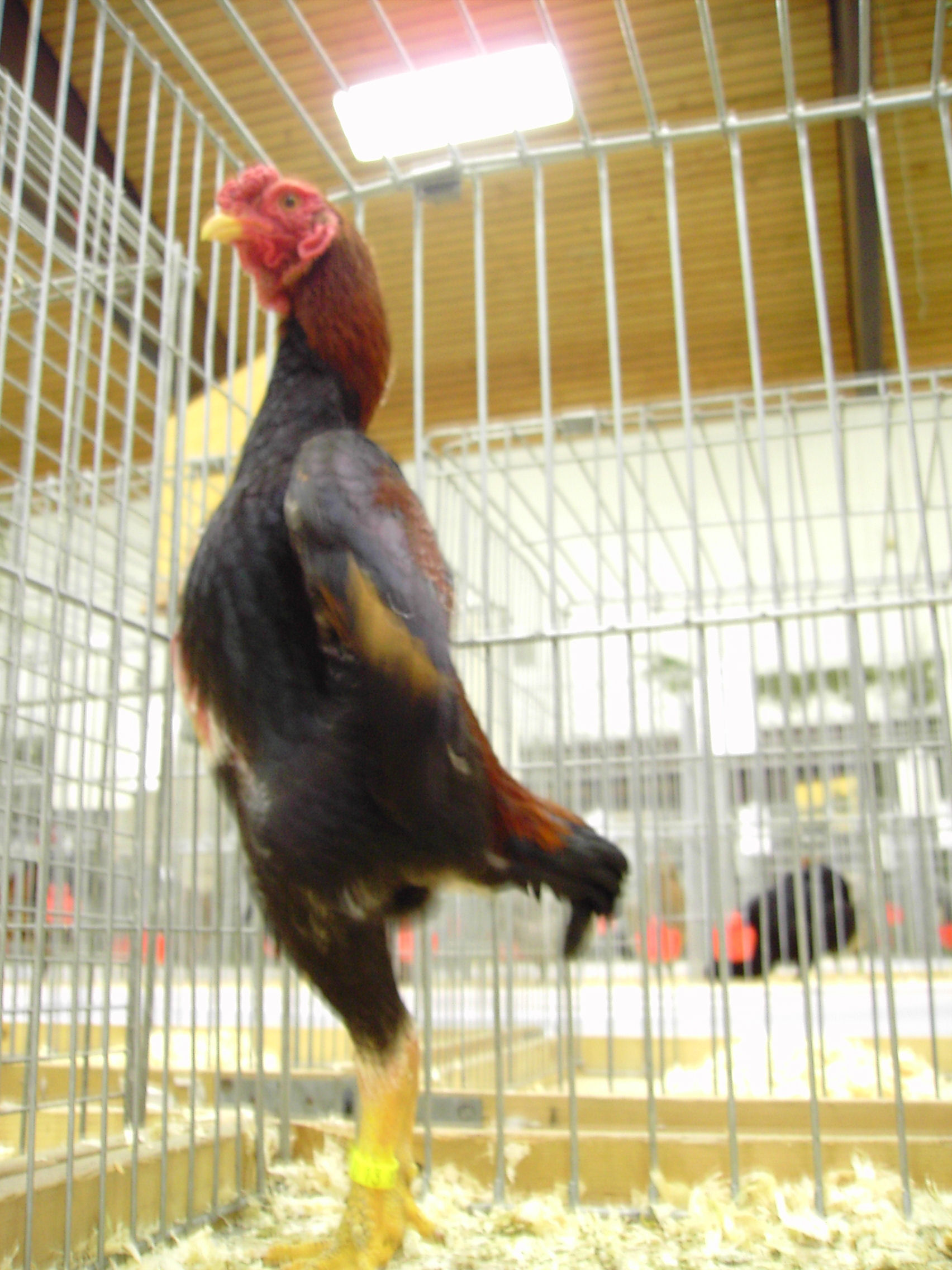
Hahn bei einer Ko-Shamo-Schau
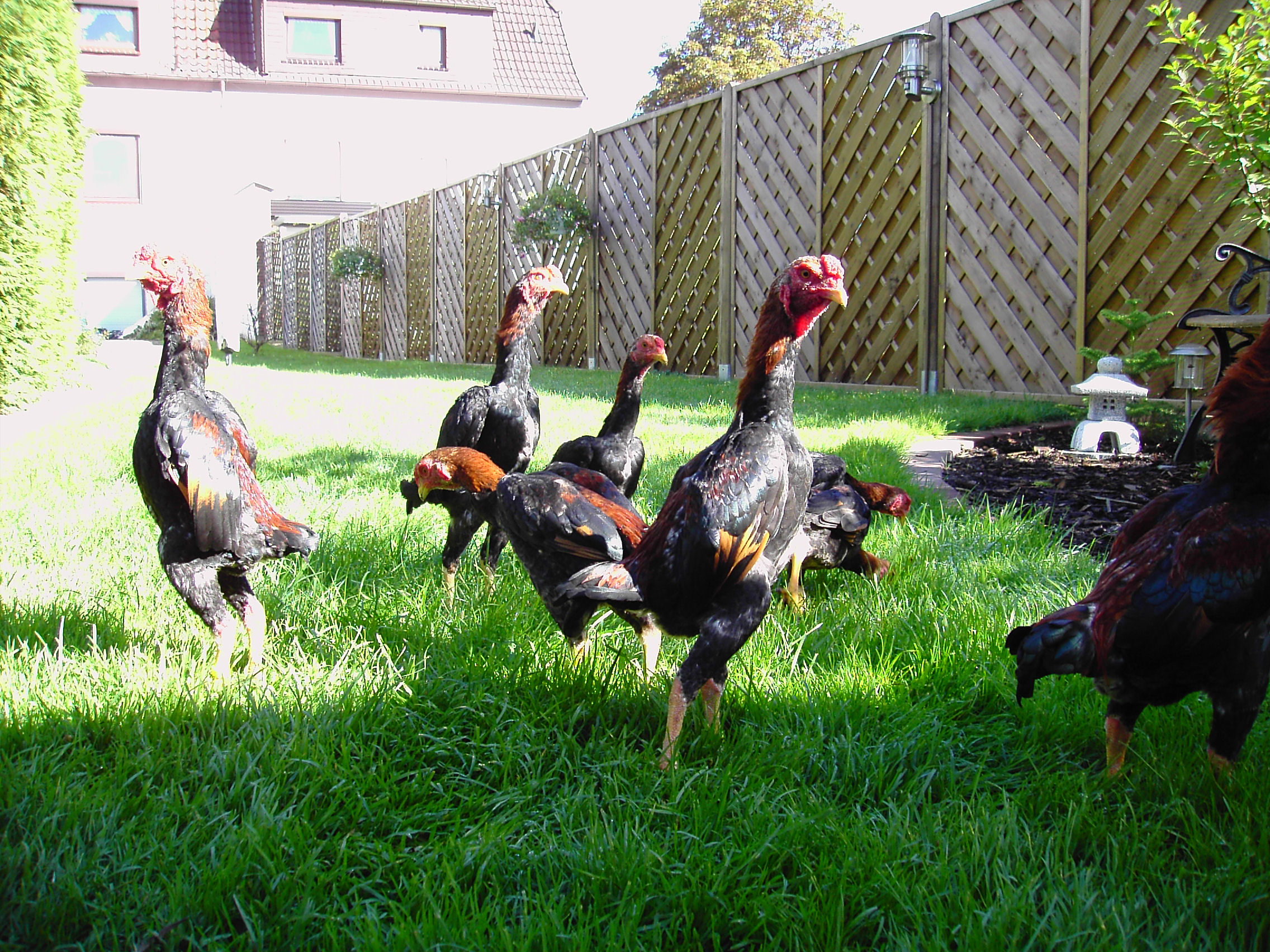
Ko-Shamo-Junghähne im Garten
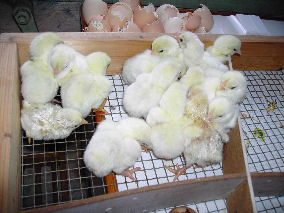
Ko-Shamo-Küken kurz nach dem Schlupf
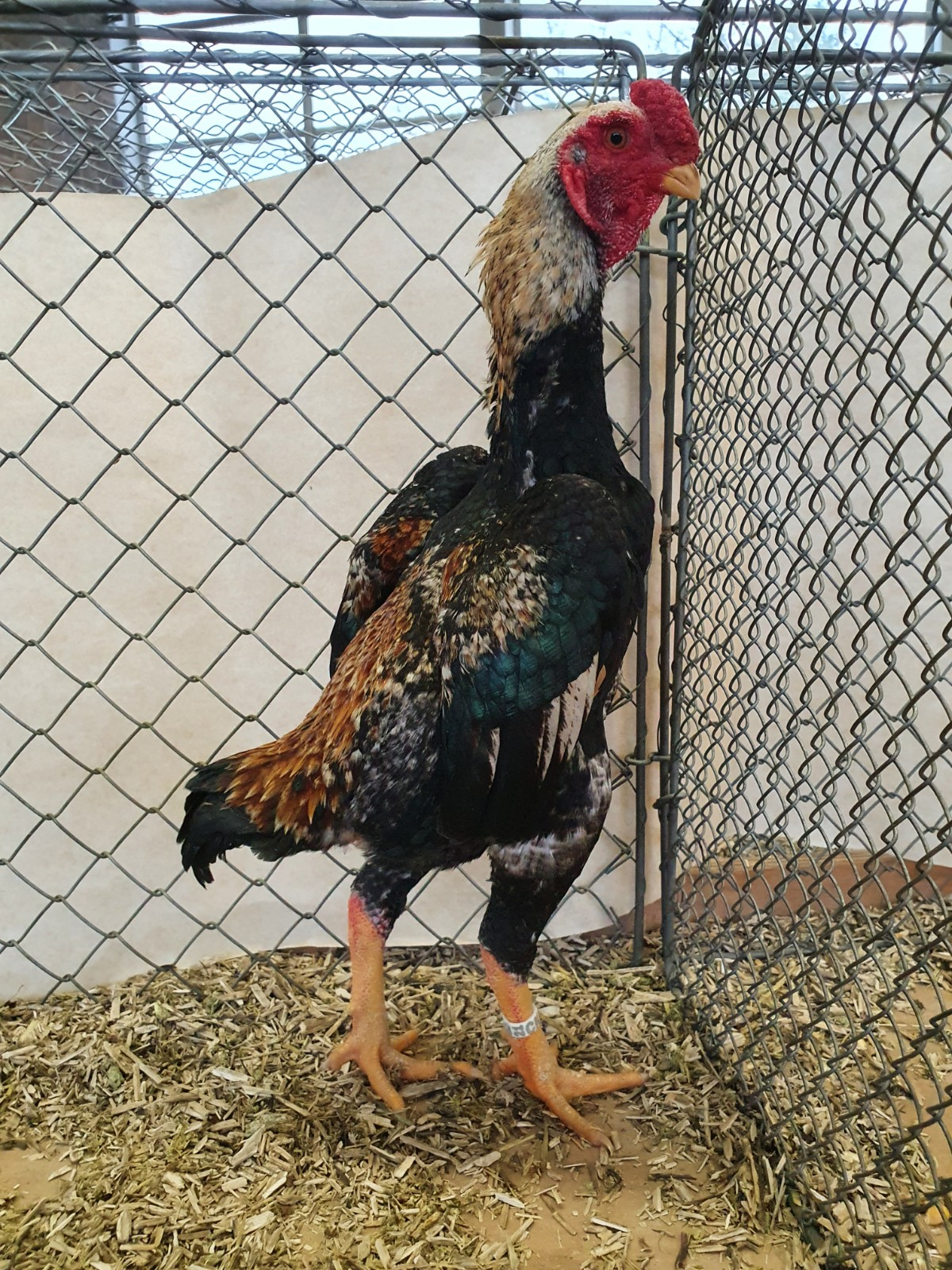
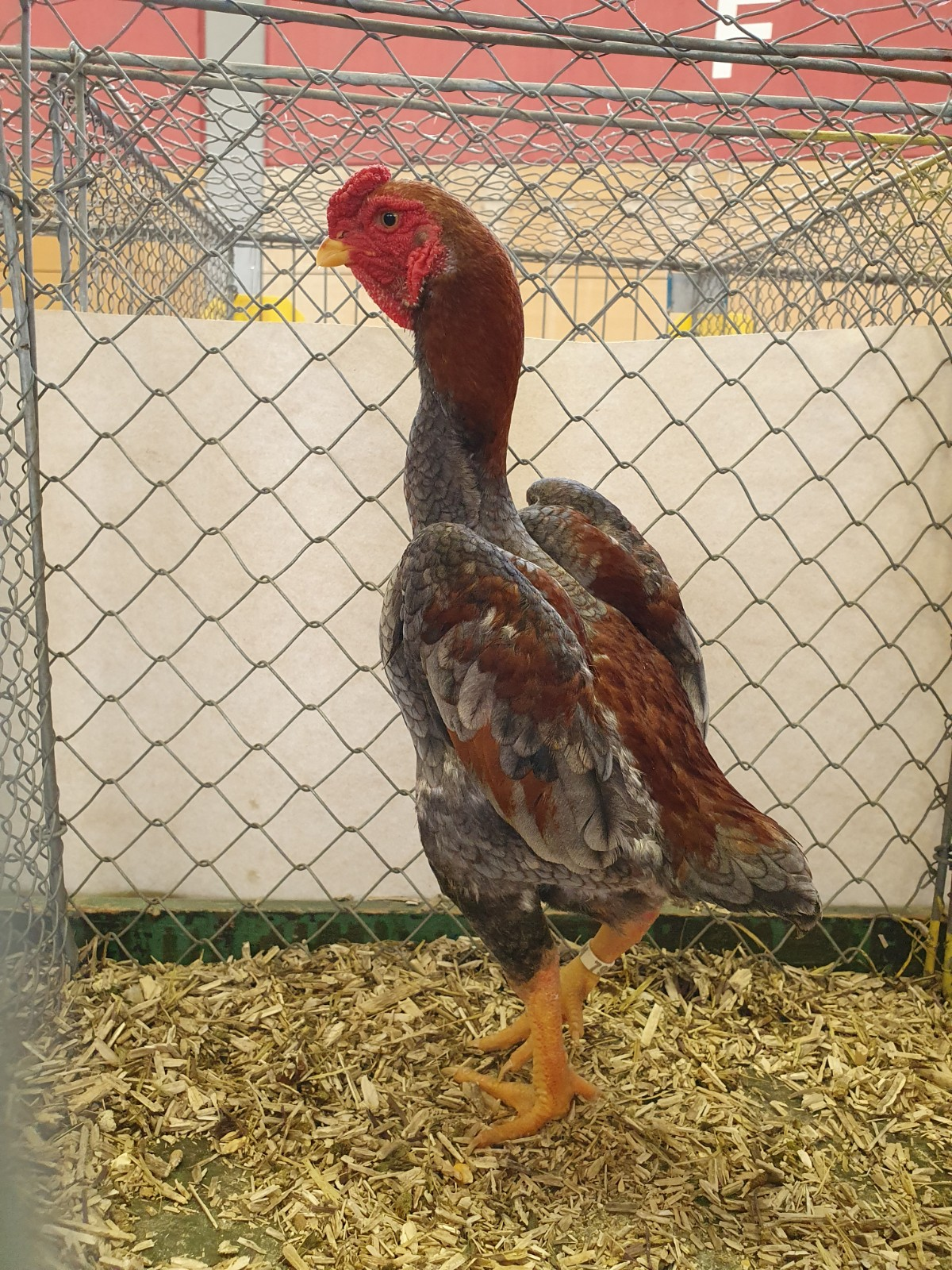
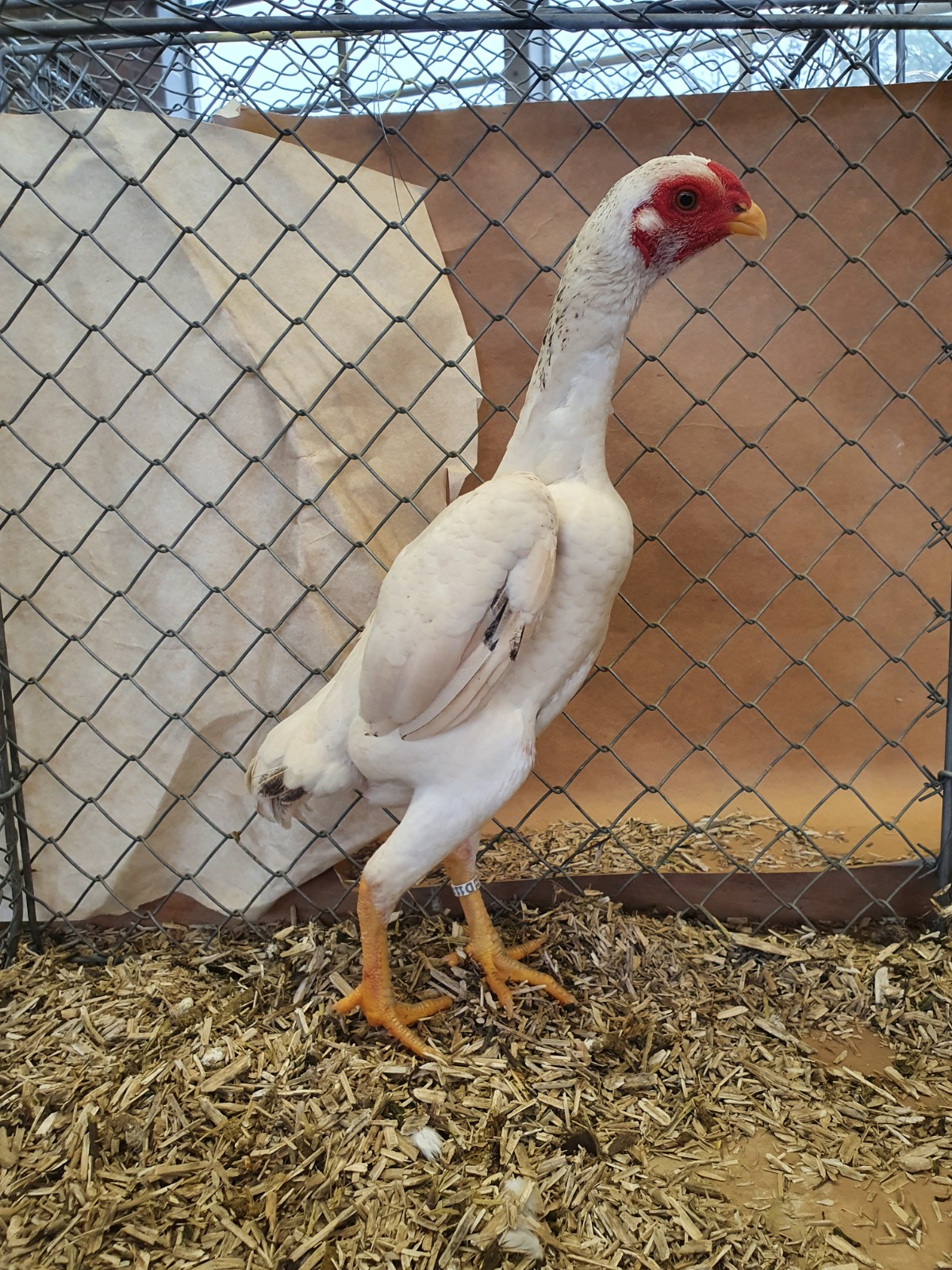
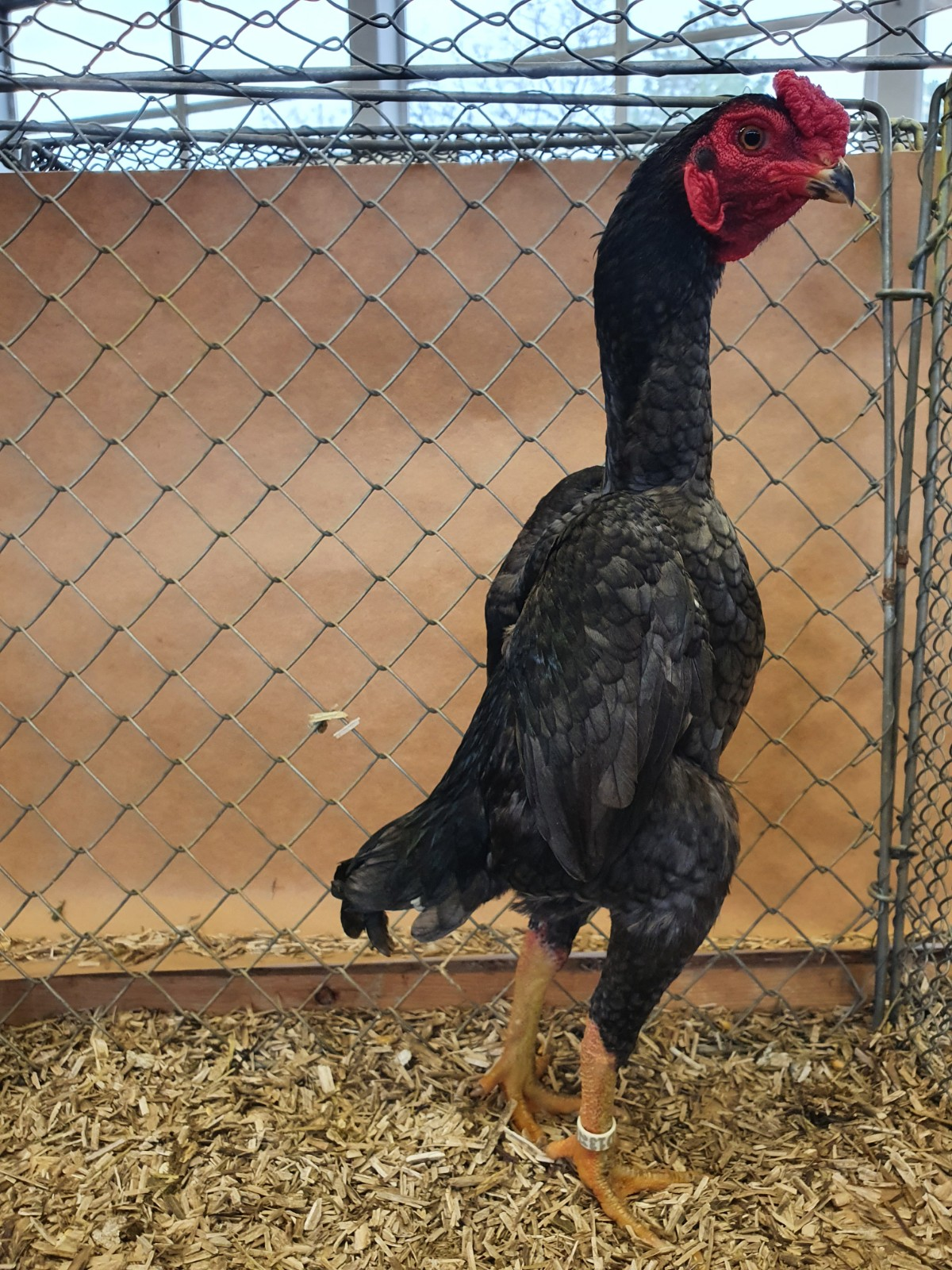
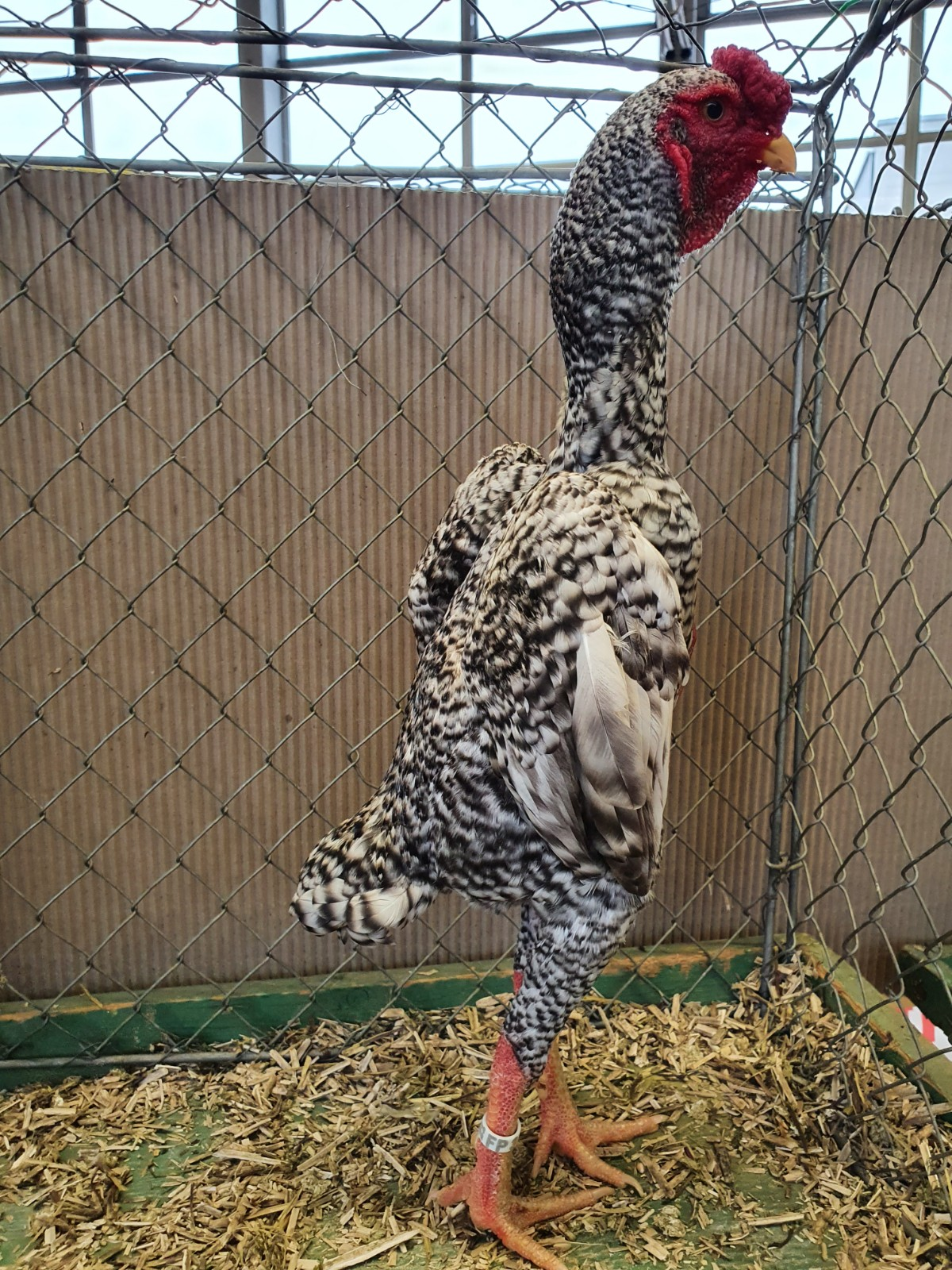
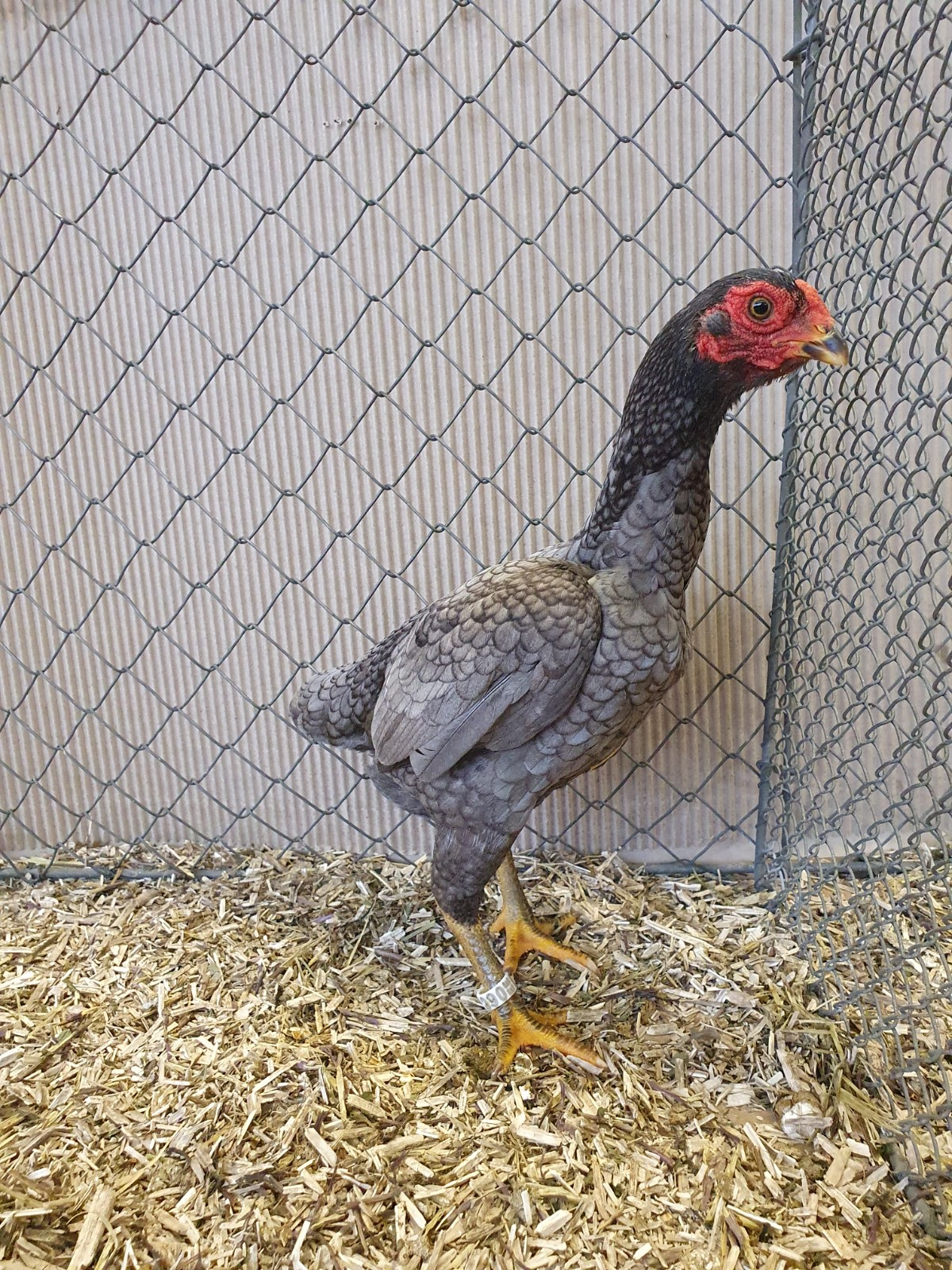
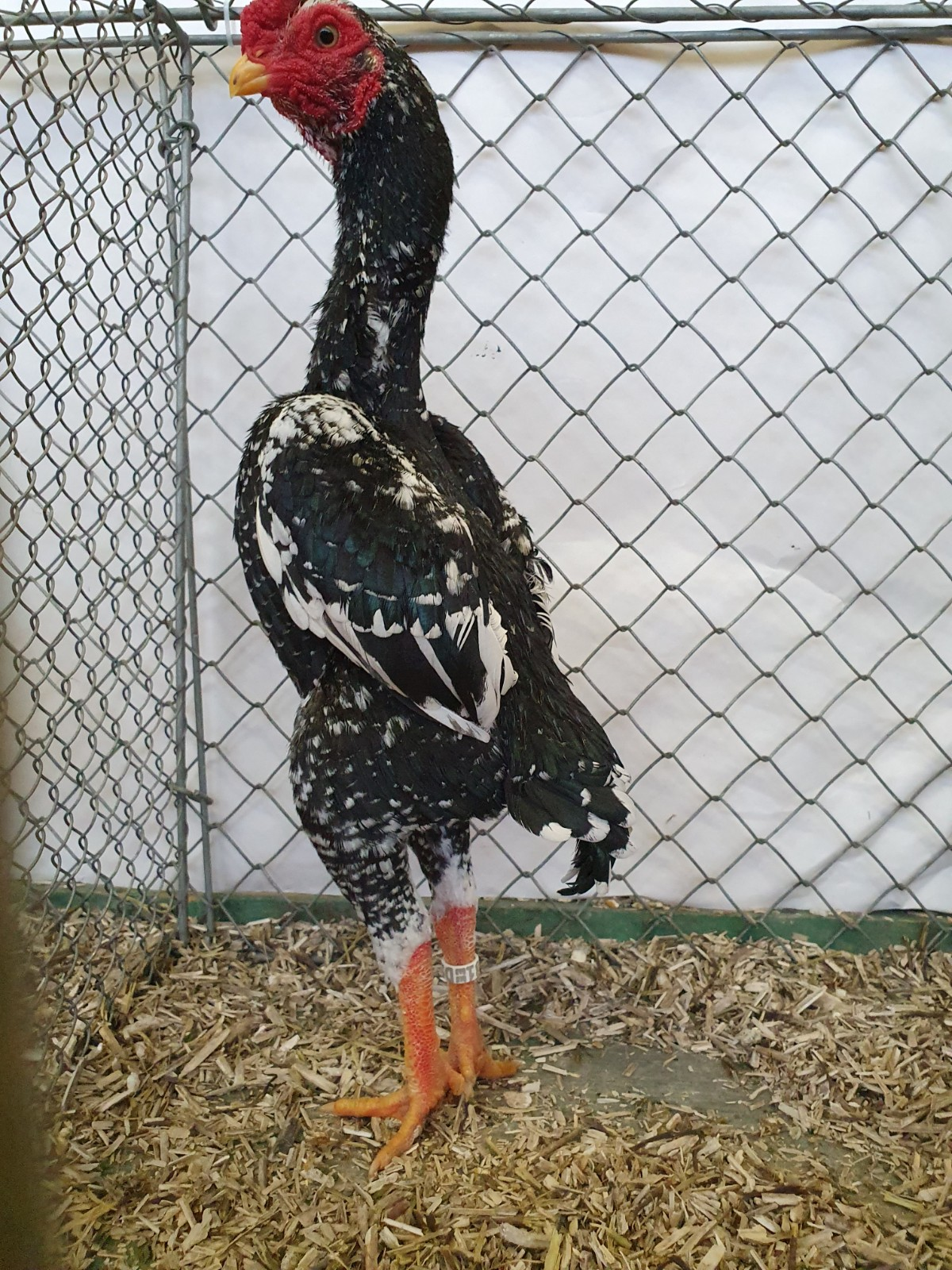
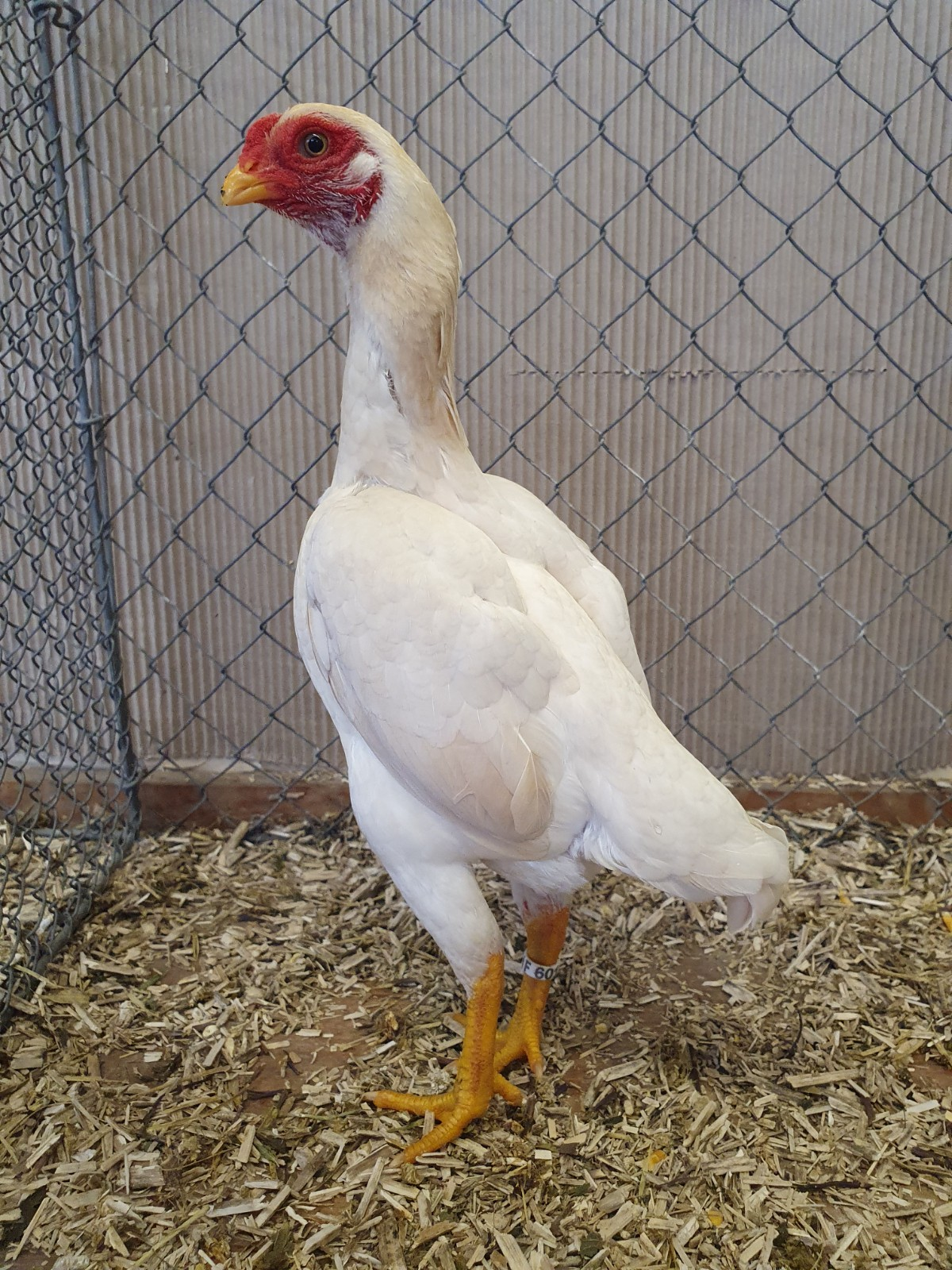
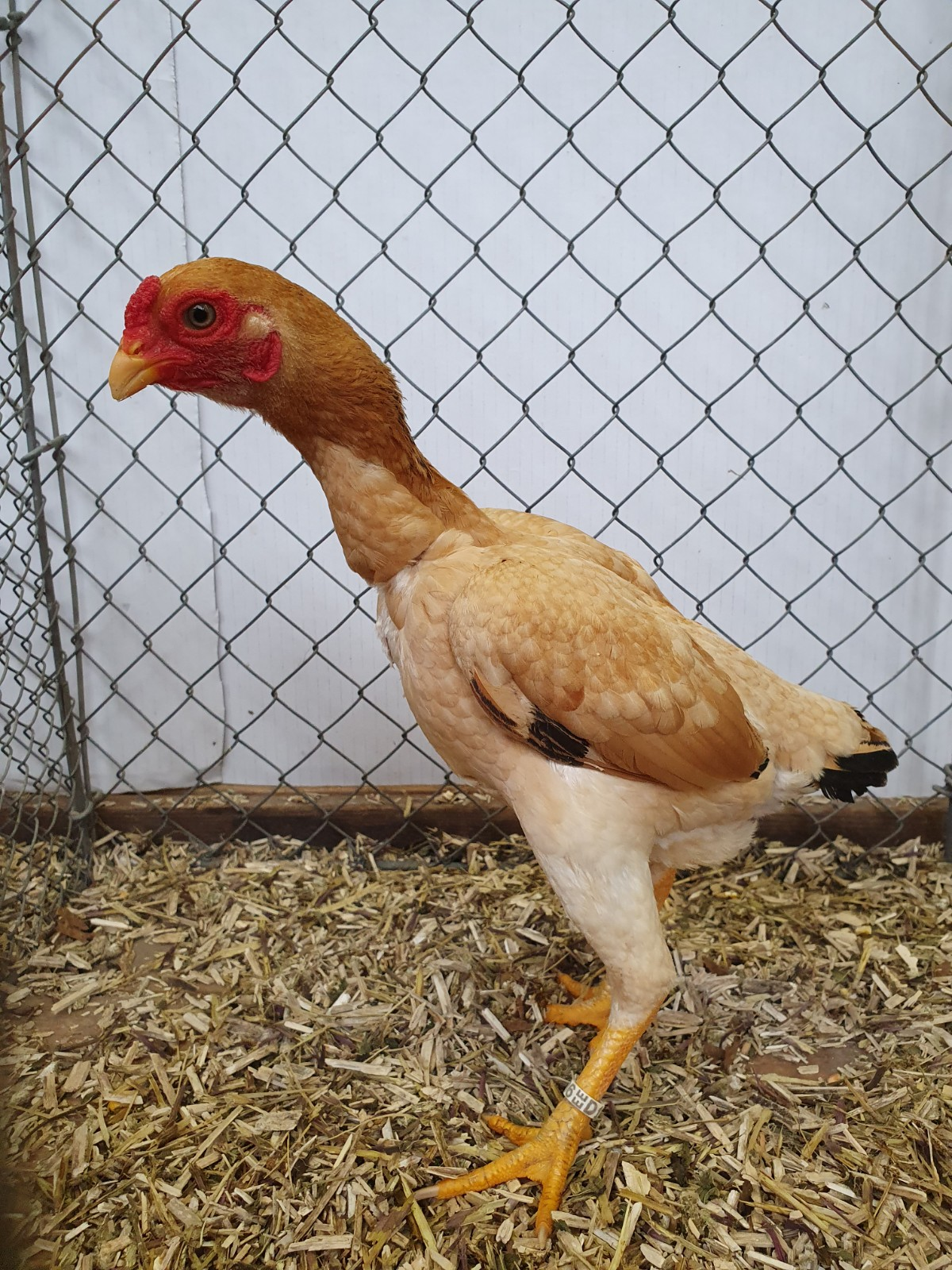
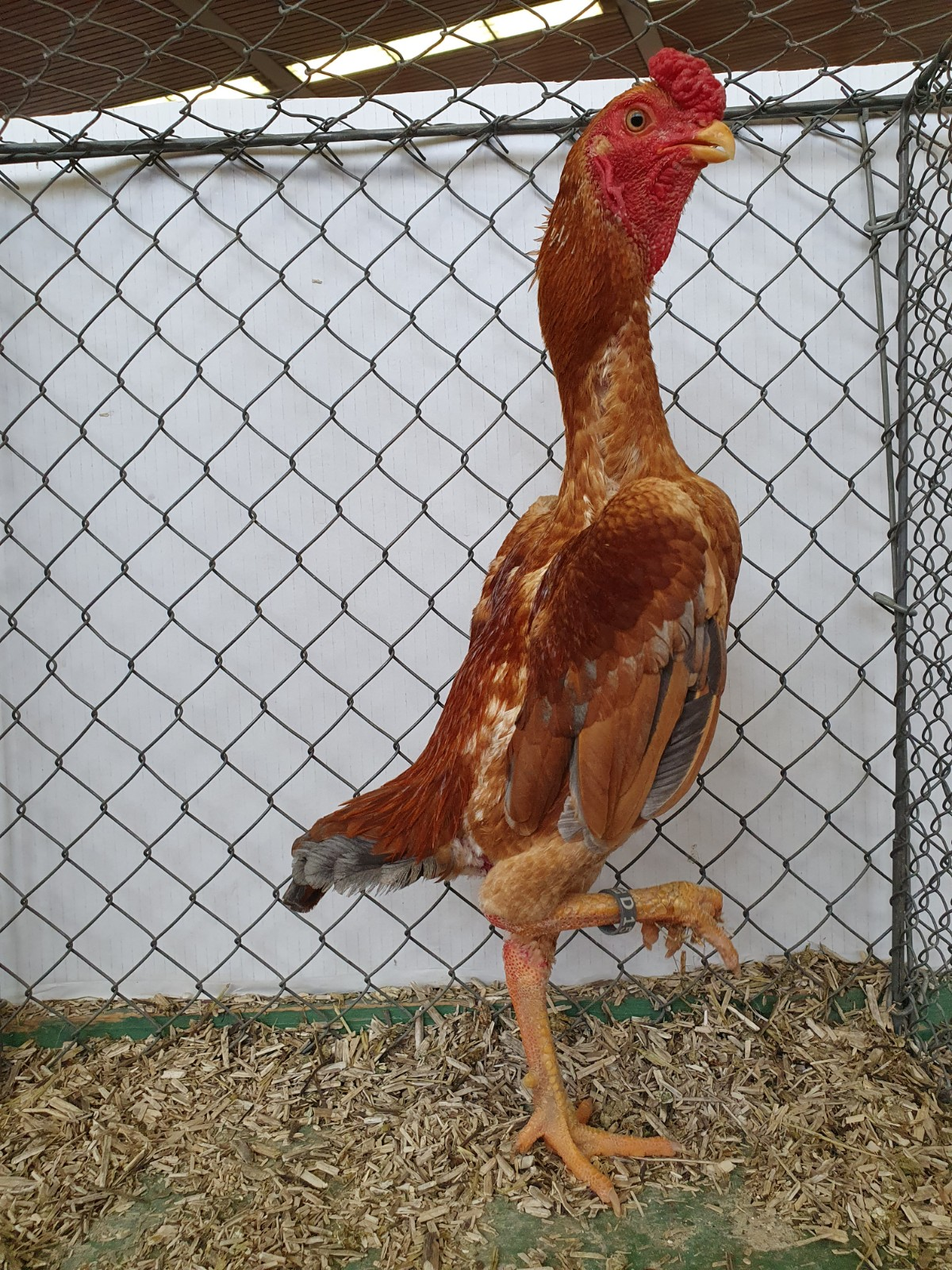